# Endless Wire
Endless Wire je jedenácté studiové album anglické rockové kapely The Who vydané 30. října 2006 ve Spojeném království u Polydor Records a následující den ve Spojených státech u Universal Republic. Bylo to první album The Who s původním materiálem od vydání It's Hard v roce 1982 a poslední do roku 2019, kdy vyšla deska Who. Album mělo být původně vydáno na začátku roku 2005 pod pracovním názvem WHO2.

## Seznam skladeb
Autorem všech skladeb je Pete Townshend, kromě uvedených výjimek.
1. „Fragments“ (Townshend/Lawrence Ball) - 3:58
2. „A Man in a Purple Dress“ - 4:14
3. „Mike Post Theme“ - 4:28
4. „In the Ether“ - 3:35
5. „Black Widow's Eyes“ - 3:07
6. „Two Thousand Years“ - 2:50
7. „God Speaks of Marty Robbins“ - 3:26
8. „It's Not Enough“ (Townshend/Rachel Fuller) - 4:02
9. „You Stand by Me“ - 1:36
10. „Sound Round“ - 1:21
11. „Pick Up the Peace“ - 1:28
12. „Unholy Trinity“ - 2:07
13. „Trilby's Piano“ - 2:04
14. „Endless Wire“ - 1:51
15. „Fragments of Fragments“ (Townshend/Ball) - 2:23
16. „We Got a Hit“ - 1:18
17. „They Made My Dream Come True“ - 1:13
18. „Mirror Door“ - 4:14
19. „Tea & Theatre“ - 3:24
20. „We Got a Hit (Extended)“ - 3:03
21. „Endless Wire (Extended)“ - 3:03

## Obsazení
The Who
- Roger Daltrey – hlavní vokály
- Pete Townshend – kytary, vokály, baskytara, bicí, klavír, klávesy, housle, banjo, mandolína, bicí automat

Ostatní hudebníci
- Lawrence Ball – elektronická hudba ve „Fragments“
- Ellen Blair – viola v „Trilby's Piano“
- John „Rabbit“ Bundrick – Hammondovy varhany, doprovodné vokály
- Jolyon Dixon – akustická kytara v „It's Not Enough“
- Rachel Fuller – klávesy v „It's Not Enough“, orchestrace v „Trilby's Piano“
- Peter Huntington – bicí
- Gill Morley – housle v „Trilby's Piano“
- Vicky Matthews – violoncello v „Trilby's Piano“
- Billy Nicholls – doprovodné vokály
- Pino Palladino – baskytara
- Stuart Ross – baskytara v „It's Not Enough“
- Zak Starkey – bicí v „Black Widow's Eyes“
- Simon Townshend – doprovodné vokály
- Brian Wright – housle v „Trilby's Piano“